# Дэвидсон, Томас Уитфилд
Томас Уитфилд Дэвидсон (англ. Thomas Whitfield Davidson; 23 сентября 1876, округ Гаррисон, Техас — 25 января 1974, Техас) — американский политик, 27-й вице-губернатор Техаса.

## Биография
Томас Дэвидсон родился 23 сентября 1876 года в округе Гаррисон, Техас, в семье Джона Рэмсона и Сары Жозефины (в девичестве Дэниелс) Уитфилд. Его родители переехали в Техас из Джорджии в 1867 году. После окончания государственной школы Томас окончил колледж East Texas State Normal College, а также Чикагский и Колумбийский университеты. Затем он пять лет работал учителем в Маршалле, одновременно изучая право, а в 1903 году был принят в коллегию адвокатов Техаса.
В 1907—1914 годах Дэвидсон работал адвокатом в Маршалле и Далласе. В 1920—1922 годах он был сенатором Техаса, в 1923—1925 годах — вице-губернатором штата, а в 1927—1936 годах — главным юрисконсультом страховой компании Dallas insurance company. В феврале 1936 года Дэвидсон был назначен окружным судьёй Северного округа Далласа. Он вышел в отставку в 1965 году, но продолжил принимать участие в натурализации и политической жизни города.
В 1912 году Дэвидсон был делегатом съезда Демократической партии США и вошёл в так называемую «группу сорока», выдвинувшую кандидатом в президенты Вудро Вильсона. В 1923 году, будучи вице-губернатором, Дэвидсон придавал особенное значение дорожному строительству, реформе пенитенциарной системы, и был врагом Ку-клукс-клана. В 1924 году он потерпел поражение на первичных выборах от Демократической партии на должность губернатора штата. В 1932 году он организовал и возглавил «Клуб Рузвельта», а также вновь был избран делегатом партийного съезда.
Судья Дэвидсон принимал активное участие в работе коллегии адвокатов штата, общества «Чудаки», Национального общества сынов Американской революции, жителей университетского городка и клуба писателей Далласа.
Дэвидсон написал мемуары, семь книг по праву, истории, фольклору и генеалогии. Он был прихожанином епископальной церкви. Дэвидсон был трижды женат: на Асенат Буркхарт (1902 год), Констанс Ки Вандель (1936 год) и Бьюла Роуз (1949 год).
Дэвидсон умер 25 января 1974 года и был похоронен в часовне, которую построил в 1955 году в память своей матери.